# Parapercis bicoloripes
Parapercis bicoloripes är en fiskart som beskrevs av Prokofiev 2010. Parapercis bicoloripes ingår i släktet Parapercis och familjen Pinguipedidae. Inga underarter finns listade i Catalogue of Life.